# ECHL 2011/12
Die Saison 2011/12 war die 24. reguläre Saison der ECHL. Die 20 Teams bestritten in der regulären Saison je 72 Begegnungen. Das punktbeste Team der regulären Saison waren die Alaska Aces. Die Florida Everblades setzten sich in der Playoff-Finalserie gegen die Las Vegas Wranglers durch und gewannen erstmals den Kelly Cup.

## Teamänderungen
Folgende Änderungen wurden vor Beginn der Saison vorgenommen:
- Die Trenton Devils stellten den Spielbetrieb ein und führten den Spielbetrieb unter dem Namen Trenton Titans fort.
- Die Victoria Salmon Kings stellten den Spielbetrieb ein.
- Die Chicago Express wurden als Expansionsteam in die Liga aufgenommen.
- Die Colorado Eagles aus der Central Hockey League wurden als Expansionsteam in die Liga aufgenommen.

## Reguläre Saison

### Abschlusstabellen
Abkürzungen: GP = Spiele, W = Siege, L = Niederlagen, OTL = Niederlage nach Overtime, SOL = Niederlage nach Shootout, GF = Erzielte Tore, GA = Gegentore, Pts = Punkte

#### Western Conference
| Mountain Division | GP | W  | L  | OTL | SOL | GF  | GA  | Pts |
| ----------------- | -- | -- | -- | --- | --- | --- | --- | --- |
| Alaska Aces       | 72 | 43 | 18 | 3   | 8   | 224 | 172 | 97  |
| Colorado Eagles   | 72 | 38 | 28 | 1   | 5   | 250 | 252 | 82  |
| Utah Grizzlies    | 72 | 33 | 33 | 0   | 6   | 183 | 223 | 72  |
| Idaho Steelheads  | 72 | 31 | 32 | 2   | 7   | 194 | 236 | 71  |

| Pacific Division    | GP | W  | L  | OTL | SOL | GF  | GA  | Pts |
| ------------------- | -- | -- | -- | --- | --- | --- | --- | --- |
| Ontario Reign       | 72 | 43 | 21 | 5   | 3   | 242 | 193 | 94  |
| Las Vegas Wranglers | 72 | 42 | 22 | 1   | 7   | 235 | 198 | 92  |
| Stockton Thunder    | 72 | 34 | 33 | 1   | 4   | 204 | 216 | 73  |
| Bakersfield Condors | 72 | 24 | 41 | 4   | 3   | 199 | 241 | 55  |

#### Eastern Conference
| Atlantic Division | GP | W  | L  | OTL | SOL | GF  | GA  | Pts |
| ----------------- | -- | -- | -- | --- | --- | --- | --- | --- |
| Elmira Jackals    | 72 | 45 | 22 | 2   | 3   | 228 | 204 | 95  |
| Wheeling Nailers  | 72 | 37 | 26 | 4   | 5   | 219 | 202 | 83  |
| Reading Royals    | 72 | 36 | 28 | 4   | 4   | 229 | 235 | 80  |
| Trenton Titans    | 72 | 21 | 41 | 4   | 6   | 211 | 271 | 52  |

| North Division      | GP | W  | L  | OTL | SOL | GF  | GA  | Pts |
| ------------------- | -- | -- | -- | --- | --- | --- | --- | --- |
| Kalamazoo Wings     | 72 | 38 | 26 | 2   | 6   | 264 | 237 | 84  |
| Chicago Express     | 72 | 34 | 26 | 8   | 4   | 216 | 234 | 80  |
| Cincinnati Cyclones | 72 | 35 | 28 | 2   | 7   | 228 | 227 | 79  |
| Toledo Walleye      | 72 | 28 | 38 | 2   | 4   | 189 | 258 | 62  |

| South Division           | GP | W  | L  | OTL | SOL | GF  | GA  | Pts |
| ------------------------ | -- | -- | -- | --- | --- | --- | --- | --- |
| Gwinnett Gladiators      | 72 | 41 | 20 | 7   | 4   | 214 | 200 | 93  |
| Greenville Road Warriors | 72 | 41 | 25 | 2   | 4   | 232 | 215 | 88  |
| Florida Everblades       | 72 | 39 | 26 | 2   | 5   | 260 | 218 | 85  |
| South Carolina Stingrays | 72 | 37 | 28 | 4   | 3   | 191 | 180 | 81  |

### Beste Scorer
Abkürzungen: GP = Spiele, G = Tore, A = Assists, Pts = Punkte, PIM = Strafminuten
| Spieler          | Team                           | GP | G  | A  | Pts | PIM |
| ---------------- | ------------------------------ | -- | -- | -- | --- | --- |
| Dustin Gazley    | Elmira Jackals                 | 72 | 25 | 60 | 85  | 73  |
| Adam Miller      | Las Vegas Wranglers            | 71 | 32 | 52 | 84  | 45  |
| Justin Bowers    | Greenville Road Warriors       | 69 | 19 | 59 | 78  | 37  |
| Chad Costello    | Colorado Eagles                | 47 | 29 | 47 | 76  | 26  |
| Trent Daavettila | Kalamazoo Wings                | 69 | 18 | 56 | 74  | 40  |
| Yannick Tifu     | Chicago Express Reading Royals | 69 | 23 | 47 | 70  | 65  |
| Dan Kissel       | Alaska Aces                    | 70 | 35 | 33 | 68  | 30  |
| Mathieu Aubin    | Cincinnati Cyclones            | 62 | 30 | 38 | 68  | 59  |
| Kevin Ulanski    | Colorado Eagles                | 56 | 27 | 41 | 68  | 20  |
| Eric Lampe       | Las Vegas Wranglers            | 52 | 37 | 30 | 67  | 38  |
| Paul McIlveen    | Utah Grizzlies                 | 62 | 30 | 37 | 67  | 77  |

## Kelly-Cup-Playoffs

### Playoff-Baum
|  | Conference-Viertelfinale | Conference-Viertelfinale | Conference-Viertelfinale |                          |                     | Conference-Halbfinale | Conference-Halbfinale | Conference-Halbfinale |  |  | Conference-Finale | Conference-Finale | Conference-Finale |  |  | Kelly-Cup-Finale | Kelly-Cup-Finale | Kelly-Cup-Finale |
|  |                          |                          |                          |                          |                     |                       |                       |                       |  |  |                   |                   |                   |  |  |                  |                  |                  |
|  | W1                       | Alaska Aces              |                          |                          |                     |                       |                       |                       |  |  |                   |                   |                   |  |  |                  |                  |                  |
|  |                          | Freilos                  |                          |                          |                     |                       |                       |                       |  |  |                   |                   |                   |  |  |                  |                  |                  |
|  | W1                       | Alaska Aces              | 4                        |                          |                     |                       |                       |                       |  |  |                   |                   |                   |  |  |                  |                  |                  |
|  | W1                       | Alaska Aces              | 4                        |                          |                     |                       |                       |                       |  |  |                   |                   |                   |  |  |                  |                  |                  |
|  |                          |                          | W5                       | Stockton Thunder         | 1                   |                       |                       |                       |  |  |                   |                   |                   |  |  |                  |                  |                  |
|  | W4                       | Colorado Eagles          | W5                       | Stockton Thunder         | 1                   | 0                     |                       |                       |  |  |                   |                   |                   |  |  |                  |                  |                  |
|  | W4                       | Colorado Eagles          |                          |                          |                     | 0                     |                       |                       |  |  |                   |                   |                   |  |  |                  |                  |                  |
|  | W5                       | Stockton Thunder         | 3                        |                          |                     |                       |                       |                       |  |  |                   |                   |                   |  |  |                  |                  |                  |
|  | W5                       | Stockton Thunder         | 3                        | W1                       | Alaska Aces         | 1                     |                       |                       |  |  |                   |                   |                   |  |  |                  |                  |                  |
|  |                          |                          |                          | W1                       | Alaska Aces         | 1                     |                       |                       |  |  |                   |                   |                   |  |  |                  |                  |                  |
|  |                          | W3                       | Las Vegas Wranglers      | 4                        |                     |                       |                       |                       |  |  |                   |                   |                   |  |  |                  |                  |                  |
|  | W3                       | W3                       | Las Vegas Wranglers      | 4                        | Las Vegas Wranglers | 3                     |                       |                       |  |  |                   |                   |                   |  |  |                  |                  |                  |
|  | W3                       |                          |                          |                          | Las Vegas Wranglers | 3                     |                       |                       |  |  |                   |                   |                   |  |  |                  |                  |                  |
|  | W6                       | Utah Grizzlies           | 0                        |                          |                     |                       |                       |                       |  |  |                   |                   |                   |  |  |                  |                  |                  |
|  | W6                       | Utah Grizzlies           | 0                        | W3                       | Las Vegas Wranglers | 4                     |                       |                       |  |  |                   |                   |                   |  |  |                  |                  |                  |
|  |                          |                          |                          | W3                       | Las Vegas Wranglers | 4                     |                       |                       |  |  |                   |                   |                   |  |  |                  |                  |                  |
|  |                          |                          | W7                       | Idaho Steelheads         | 1                   |                       |                       |                       |  |  |                   |                   |                   |  |  |                  |                  |                  |
|  | W2                       | Ontario Reign            | W7                       | Idaho Steelheads         | 1                   | 2                     |                       |                       |  |  |                   |                   |                   |  |  |                  |                  |                  |
|  | W2                       | Ontario Reign            |                          |                          |                     |                       |                       |                       |  |  |                   |                   |                   |  |  |                  |                  |                  |
|  | W7                       | Idaho Steelheads         | 3                        |                          |                     |                       |                       |                       |  |  |                   |                   |                   |  |  |                  |                  |                  |
|  | W7                       | Idaho Steelheads         | 3                        | W3                       | Las Vegas Wranglers | 1                     |                       |                       |  |  |                   |                   |                   |  |  |                  |                  |                  |
|  |                          |                          |                          |                          |                     |                       |                       |                       |  |  |                   |                   |                   |  |  |                  |                  |                  |
|  |                          | E5                       | Florida Everblades       | 4                        |                     |                       |                       |                       |  |  |                   |                   |                   |  |  |                  |                  |                  |
|  | E3                       | E5                       | Florida Everblades       | 4                        | Kalamazoo Wings     | 3                     |                       |                       |  |  |                   |                   |                   |  |  |                  |                  |                  |
|  | E3                       |                          |                          |                          | Kalamazoo Wings     | 3                     |                       |                       |  |  |                   |                   |                   |  |  |                  |                  |                  |
|  | E6                       | Wheeling Nailers         | 1                        |                          |                     |                       |                       |                       |  |  |                   |                   |                   |  |  |                  |                  |                  |
|  | E6                       | Wheeling Nailers         | 1                        | E3                       | Kalamazoo Wings     | 4                     |                       |                       |  |  |                   |                   |                   |  |  |                  |                  |                  |
|  |                          |                          |                          | E3                       | Kalamazoo Wings     | 4                     |                       |                       |  |  |                   |                   |                   |  |  |                  |                  |                  |
|  |                          |                          | E7                       | South Carolina Stingrays | 1                   |                       |                       |                       |  |  |                   |                   |                   |  |  |                  |                  |                  |
|  | E2                       | Gwinnett Gladiators      | E7                       | South Carolina Stingrays | 1                   | 1                     |                       |                       |  |  |                   |                   |                   |  |  |                  |                  |                  |
|  | E2                       | Gwinnett Gladiators      |                          |                          |                     | 1                     |                       |                       |  |  |                   |                   |                   |  |  |                  |                  |                  |
|  | E7                       | South Carolina Stingrays | 3                        |                          |                     |                       |                       |                       |  |  |                   |                   |                   |  |  |                  |                  |                  |
|  | E7                       | South Carolina Stingrays | 3                        | E3                       | Kalamazoo Wings     | 1                     |                       |                       |  |  |                   |                   |                   |  |  |                  |                  |                  |
|  |                          |                          |                          | E3                       | Kalamazoo Wings     | 1                     |                       |                       |  |  |                   |                   |                   |  |  |                  |                  |                  |
|  |                          | E5                       | Florida Everblades       | 4                        |                     |                       |                       |                       |  |  |                   |                   |                   |  |  |                  |                  |                  |
|  | E1                       | E5                       | Florida Everblades       | 4                        | Elmira Jackals      | 3                     |                       |                       |  |  |                   |                   |                   |  |  |                  |                  |                  |
|  | E1                       |                          |                          |                          |                     |                       |                       |                       |  |  |                   |                   |                   |  |  |                  |                  |                  |
|  | E8                       | Reading Royals           | 2                        |                          |                     |                       |                       |                       |  |  |                   |                   |                   |  |  |                  |                  |                  |
|  | E8                       | Reading Royals           | 2                        | E1                       | Elmira Jackals      | 1                     |                       |                       |  |  |                   |                   |                   |  |  |                  |                  |                  |
|  |                          |                          |                          | E1                       | Elmira Jackals      | 1                     |                       |                       |  |  |                   |                   |                   |  |  |                  |                  |                  |
|  |                          |                          | E5                       | Florida Everblades       | 4                   |                       |                       |                       |  |  |                   |                   |                   |  |  |                  |                  |                  |
|  | E4                       | Greenville Road Warriors | E5                       | Florida Everblades       | 4                   | 0                     |                       |                       |  |  |                   |                   |                   |  |  |                  |                  |                  |
|  | E4                       | Greenville Road Warriors |                          |                          |                     |                       |                       |                       |  |  |                   |                   |                   |  |  |                  |                  |                  |
|  | E5                       | Florida Everblades       | 3                        |                          |                     |                       |                       |                       |  |  |                   |                   |                   |  |  |                  |                  |                  |

### Kelly-Cup-Sieger
| Kelly-Cup-Sieger Florida Everblades | Torhüter: John Muse, Pat Nagle Verteidiger: Ryan Donald, David Fischer, Charles Landry, Ryan McGinnis, Mike Ratchuk, Bobby Raymond, Sébastien Piché, Joe Sova, Kevin Quick Angreifer: Matt Beca, Trevor Bruess, Rylan Galiardi, Brayden Irwin, Brandon MacLean, Matt Marquardt, Cédric Lalonde-McNicoll, Scott Pitt, Mathieu Roy, David Rutherford, Leigh Salters, Justin Shugg Cheftrainer: Greg Poss Assistenztrainer: Brad Tapper |

## Vergebene Trophäen
| Auszeichnung                                                                   | Spieler                    | Team                            |
| ------------------------------------------------------------------------------ | -------------------------- | ------------------------------- |
| John Brophy Award Bester Trainer                                               | Rob Murray John Wroblewski | Alaska Aces Gwinnett Gladiators |
| ECHL Most Valuable Player Bester Spieler der regulären Saison                  | Chad Costello              | Colorado Eagles                 |
| Kelly Cup Playoffs Most Valuable Player Bester Spieler der Playoffs            | John Muse                  | Florida Everblades              |
| ECHL Rookie of the Year Bester Rookie der regulären Saison                     | Dustin Gazley              | Elmira Jackals                  |
| ECHL Goaltender of the Year Bester Torwart der regulären Saison                | Jeff Jakaitis              | Gwinnett Gladiators             |
| ECHL Defenseman of the Year Bester Verteidiger der regulären Saison            | Aaron Schneekloth          | Colorado Eagles                 |
| ECHL Leading Scorer Bester Scorer der regulären Saison                         | Dustin Gazley              | Elmira Jackals                  |
| ECHL Plus Performer Award Spieler mit der besten Plus/Minus-Bilanz             | Mathieu Aubin              | Cincinnati Cyclones             |
| ECHL Sportsmanship Award Hoher sportlicher Standard und vorbildliches Benehmen | Kevin Ulanski              | Colorado Eagles                 |
| Kelly Cup Gewinner der ECHL-Playoffs                                           | Florida Everblades         | Florida Everblades              |
| Henry Brabham Cup Bestes Team der regulären Saison                             | Alaska Aces                | Alaska Aces                     |
| E. A. „Bud“ Gingher Memorial Trophy Bestes Team der Eastern Conference         | Florida Everblades         | Florida Everblades              |
| Bruce Taylor Trophy Bestes Team der Western Conference                         | Las Vegas Wranglers        | Las Vegas Wranglers             |

### All-Star-Teams
| First All-Star Team | First All-Star Team                        |
| ------------------- | ------------------------------------------ |
| Angriff:            | Chad Costello – Dustin Gazley – Eric Lampe |
| Verteidigung:       | Bryan Miller – Aaron Schneekloth           |
| Tor:                | Jeff Jakaitis                              |
| Cheftrainer:        | Rob Murray – John Wroblewski               |

| Second All-Star Team | Second All-Star Team                     |
| -------------------- | ---------------------------------------- |
| Angriff:             | Justin Bowers – Dan Kissel – Adam Miller |
| Verteidigung:        | Andrew Hotham – Johann Kroll             |
| Tor:                 | Joe Fallon                               |
| Cheftrainer:         | Jason Christie                           |

| All-Rookie Team | All-Rookie Team                             |
| --------------- | ------------------------------------------- |
| Angriff:        | Chris Barton – Dustin Gazley – Mathew Sisca |
| Verteidigung:   | Andrew Hotham – Mike Little                 |
| Tor:            | Philipp Grubauer                            |